# 犬の約束
『犬の約束』（いぬのやくそく）は、 たまのメジャー4作目となるスタジオ・アルバムである。1992年11月25日にイーストワールドより発売された。
本項目では、先行シングルとして発売された『リヤカーマン』についても触れる。

## 解説
東芝EMI移籍後初のオリジナルアルバム。石川がトップバッターを飾るアルバムは本作とベストアルバム『まちあわせ』のみである。たまで唯一、各メンバーの持ち歌の数が均等に分けられて収録されたアルバム（1人3曲×4人＝12曲）。
なおこのアルバム名はメンバー内でのトーナメント方式で行われ、当初は滝本晃司が考案した「ガウディさん」を予定していた（そのため、本アルバムに収録されている「ガウディさん」の当初のタイトルは「犬の約束」だったが、あまりにも直接すぎたため変更）。またこのタイトル候補には、後に石川浩司がプロデュースするアートショップの店名でもある「ニヒル牛」なども存在していた。
初回盤は「たまの御挨拶ジャケット」が付属しており、本来のジャケット(歌詞カード)はその「御挨拶ジャケット」の中に入っている。なお、アルバムでメンバーの写真が使用されたジャケットは、本作の初回盤が初である。
1997年11月25日に次作『ろけっと』と共に再発売され、2012年9月8日には『ろけっと』と同時にタワーレコード限定で再発売された。2012年再発盤はデジタルリマスターが施されている。

## 収録曲（アルバム）
| 全作曲: たま。 |                        |            |            |      |
| #              | タイトル               | 作詞       | 作曲・編曲 | 時間 |
| 1.             | 「リヤカーマン」       | 石川浩司   | たま       | 2:04 |
| 2.             | 「夜のどん帳」         | 柳原幼一郎 | たま       | 3:10 |
| 3.             | 「牛乳」               | 知久寿焼   | たま       | 4:10 |
| 4.             | 「夏の前日」           | 滝本晃司   | たま       | 5:15 |
| 5.             | 「たかえさん」         | 柳原幼一郎 | たま       | 5:48 |
| 6.             | 「ねむけざましのうた」 | 知久寿焼   | たま       | 4:18 |
| 7.             | 「温度計」             | 滝本晃司   | たま       | 4:04 |
| 8.             | 「くだもの」           | 知久寿焼   | たま       | 4:23 |
| 9.             | 「自転車」             | 柳原幼一郎 | たま       | 3:35 |
| 10.            | 「みみのびる」         | 石川浩司   | たま       | 4:40 |
| 11.            | 「ガウディさん」       | 石川浩司   | たま       | 4:34 |
| 12.            | 「あくびの途中で」     | 滝本晃司   | たま       | 3:12 |
| 合計時間:      | 合計時間:              | 合計時間:  | 49:13      |      |

### 曲の解説
1. リヤカーマン
7thシングル。
2. 夜のどん帳
7thシングル『リヤカーマン』のカップリング。
3. 牛乳
飼い猫を亡くした飼い主の歌。
4. 夏の前日
LP版としてデビュー前にリリースされた『しおしお』にも収録された曲。『しおしお』収録版よりもテンポが落ち、イントロが追加されている。
滝本晃司がたま加入後、初めて作った曲。吉田基已の漫画作品『夏の前日』の題名は、本作から拝借された[2]。
5. たかえさん
後に柳原のセルフカバーアルバム『ふたたび』に再録、再アレンジされて収録された。こちらは曲調がサンバ調にアレンジされている。
6. ねむけざましのうた
猫が死んでしまう『牛乳』に続き、この曲では犬が死亡する。
7. 温度計
8. くだもの
歌詞では、自分の事を脊髄に実った果物であると歌っている。知久と石川のツインボーカル。
9. 自転車
10. みみのびる
ラストでは突然テンポとテンションが落ち、「さようなら～」のコーラスとともに曲が終了する。なお、詞に登場するブルキナファソとは、アフリカ大陸の内陸国である。
タイトルや歌詞の「みみのびる」とは「耳伸びる」と「耳のビル」のダブルミーニング[3]。
後にシングル『ふしぎな夜のうた』のカップリング曲としてシングルカットされた。
11. ガウディさん
元のタイトルは「犬の約束」。後に再録・再アレンジされ、『しょぼたま』に収録された。
この曲では、滝本がコントラバスを演奏している。
12. あくびの途中で

## シングル『リヤカーマン』
「リヤカーマン」は、たまの楽曲である。1992年11月20日にイーストワールドより通算9作目のシングルとして発売された。
前作『そんなぼくがすき』以来2か月ぶりのリリースで、イーストワールド移籍後では初となるシングル作品。
石川の作品がシングル表題曲となった初の作品で、このほかには『汽車には誰も乗っていない』がある。

### 収録曲（シングル）
全曲 作曲 : たま
1. リヤカーマン
  - 作詞：石川浩司

歌詞は謎のヒーロー「リヤカーマン」「軍手マン」「のーしんとーマン」の活躍を描く内容。
石川は自身のTwitterで、突然段ボールの楽曲「ホワイトマン」にインスパイアされたと明かし、『○○マン』って普通スーパーマンとかウルトラマンとかカッコいいものだけど、カッコ悪いマンの曲を作りたかったんだよね〜と述べている[4]。
2. 夜のどん帳
  - 作詞：柳原幼一郎

ナゴムレコード時代に発売したコンパクト盤『でんご』収録曲のリメイク。